# میمرز (کارولینای شمالی)
میمرز (به انگلیسی: Mamers) شهری در ایالت کارولینای شمالی کشور ایالات متحده آمریکا است که جمعیت آن در سرشماری سال ۲۰۱۰ میلادی، ۸۲۶ نفر بوده‌است.